# كريستيان ألفاريز (مغني)
كريستيان ألفاريز (بالإسبانية: Pity Álvarez)‏ هو مغني وكاتب أغاني أرجنتيني، ولد في 28 يونيو 1972 في Recoleta, Buenos Aires ‏ في الأرجنتين.

## وصلات خارجية
- كريستيان ألفاريز على موقع IMDb (الإنجليزية)
- كريستيان ألفاريز على موقع ميوزك برينز (الإنجليزية)
- كريستيان ألفاريز على موقع ديسكوغز (الإنجليزية)